# Ctenosaura acanthura
Ctenosaura acanthura és una espècie de sauròpsid (rèptil) escatós de la família dels iguànids que viu a l'est de Mèxic i nord de Guatemala.